# Raimon Àvila i Castells
Raimon Àvila i Castells (Barcelona, 1962) és un escriptor i coreògraf català. És professor de consciència corporal i moviment per a actors a l'Institut del Teatre i, des del 2001, també per a músics a l'Escola Superior de Música de Catalunya. Director de l'Escola Superior d'Art Dramàtic de l'Institut del Teatre entre els anys 2002 i 2006.
Com a escriptor ha estrenat i publicat diverses obres de teatre i ha estat guardonat amb diferents premis de poesia: premi Viola d'Argent als Jocs Florals de Barcelona 1997, premi Vicent Andrés Estellés 1997, Flor Natural Jocs Florals de Barcelona 1999.
Va coreografiar i dirigir part de la cerimònia dels Jocs Olímpics de Barcelona 1992 i, l'11 de setembre de 2004, la Sardana de la pau, al Fòrum de les Cultures.

## Obres
Poesia
- Alfabet (Premi Viola d'argent als Jocs Florals de Barcelona, 1997)
- Barrancs de fut i lud, 1997 (Premi Vicent Andrés Estellés de poesia, 1997)
- Litúrgia del fang (Premi Flor Natural als Jocs Florals de Barcelona, 1999)
- La nansa, 2015
- Niños que cargan almohadas de neblina, 2017

Teatre
- Home perplex (accèssit al Premi Ignasi Iglésias de teatre, 1994)

Assaig
- Moure i commoure, Consciència corporal per a actors, músics i ballarins, 2011
- Impulsos, Emoció i qualitat de moviment en l’intèrpret escènic, 2014
- Cos i música, Pràctiques conscients per a la millora de la interpretació musical, 2018
- Para que el arte ocurra, Lengueje y práctica del desbloqueo en las artes escénicas, 2020